# Lathyrus tuberosus
Lathyrus tuberosus, cunoscută popular și sub numele de oreșniță, este o plantă perenă mică, cățărătoare, originară din zonele temperate umede ale Europei și Asiei de Vest. Frunzele sunt penate, cu două foliole și un cârcel ramificat. Florile sale roșii-purpurii sunt hermafrodite, polenizate de albine. Au un parfum subtil, plăcut. Plantele se pot răspândi și vegetativ din sistemul radicular.

## Descriere
Oreșnița este o plantă perenă cu tuberculi comestibili de 3-5 cm atașați de stolonii săi. Crește între 50-100 cm. Inflorescența are o tulpină lungă și două până la șapte flori roz-roșii, fiecare de 12-20 mm. Acestea au cinci sepale și cinci petale și sunt neregulate, cu un standard, două aripi și o chilă topită. Există zece stamine și o singură carpelă. Fructul este o păstaie maro care conține până la șase semințe. Tuberculii se găsesc la 14 cm sub suprafața solului. Rădăcinile pot ajunge până la 70 cm adâncime. Această plantă înflorește de la sfârșitul lunii mai până în august.

## Cultivare și utilizări

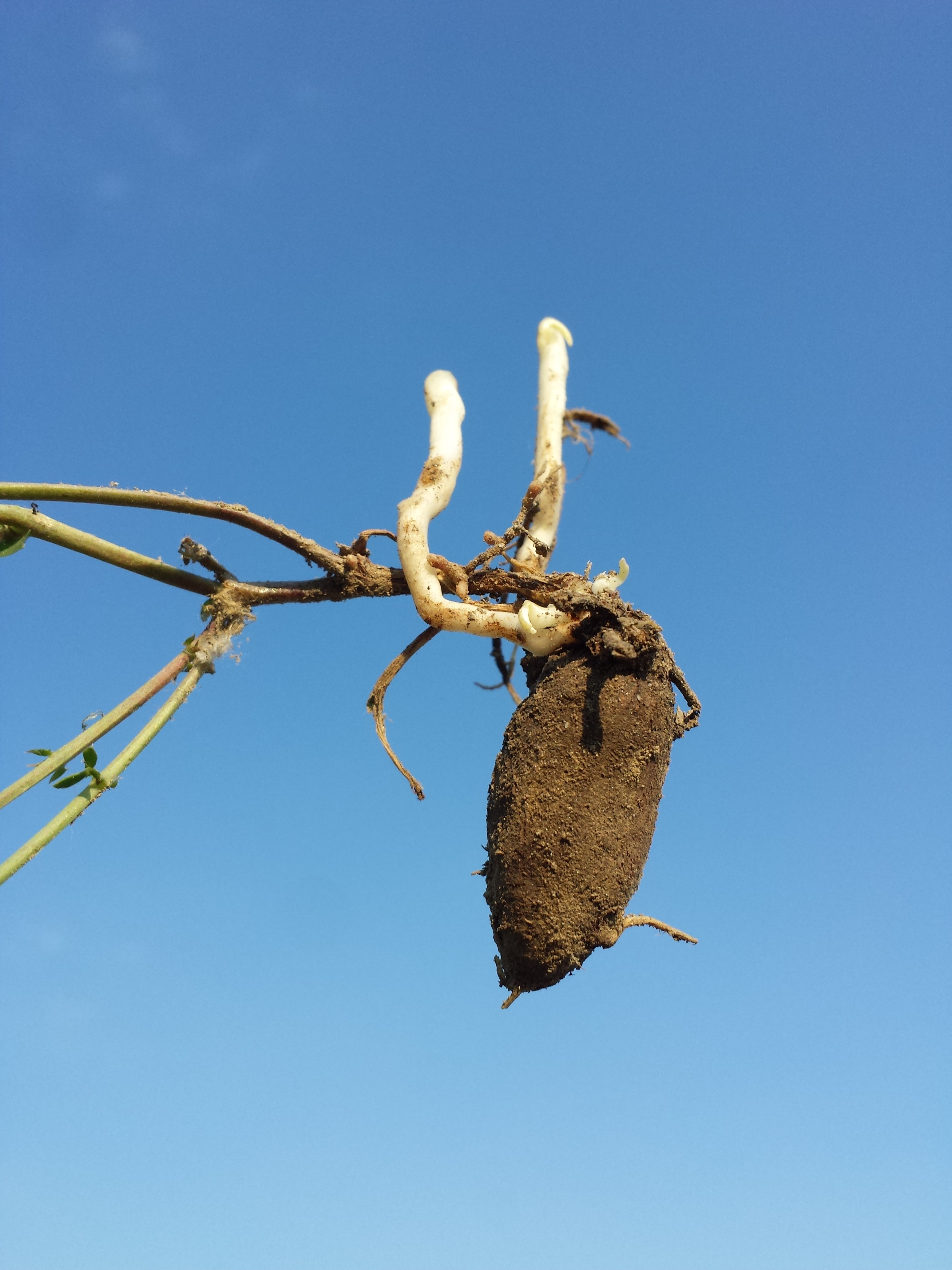
Tubercul de Lathyrus tuberosus

Astăzi, în zone din Europa Centrală, Lathyrus tuberosus este cultivată ocazional pentru mirosul său, aspectul său și tuberculii săi comestibili. În secolul al XVI-lea, florile plantei erau distilate pentru a produce parfum. În secolul al XVIII-lea, în Valea Rinului de Jos din Germania și în Olanda a fost cultivat la scară mai mare. După recoltare, tuberculii erau gătiți sau prăjiți pentru nutriția umană.